# مایکل جفری
مایکل جفری (انگلیسی: Michael Jeffery; زاده ۱۲ دسامبر ۱۹۳۷ – درگذشته ۱۸ دسامبر ۲۰۲۰) سیاست‌مدار اهل استرالیا بود. او افسری ارشد نیروی زمینی استرالیا و معاونت نماینده سلطنت را نیز بر عهده داشت. وی از ۱۹۹۳ تا ۲۰۰۰ بیست و هشتمین فرماندار استرالیای غربی و ۲۴مین فرماندار کل استرالیا بود، او از ۲۰۰۳ تا ۲۰۰۸ در این سمت خدمت می‌کرد.
جفری از کالج نظامی سلطنتی در پرت استرالیای غربی و همچنین از کالج نظامی دانترون فارغ‌التحصیل شد و جزو نیروهای ذخیره در جنگ مالایا و جنگ ویتنام خدمت کرد و به خاطر خدماتش به او صلیب نظامی اعطا شد.
جفری در مراحل مختلف فرمانده هنگ ویژه سرویس هوایی و لشکر یکم بود و متعاقباً معاون رئیس ستاد کل شد، قبل از اینکه در ۱۹۹۳ بازنشسته شود، به دنبال استعفای پیتر هولینگورث. در ۲۰۰۳ او به عنوان جایگزین وی شد و اولین سمتی که در ارتش استرالیا ایجاد شده بود را بر عهده گرفت و دام کوئنتین برایس جانشین او شد.
همچنین برندهٔ جوایزی همچون نشان استرالیا و نشان سلطنتی ویکتوریایی شده‌است.

## زندگی شخصی
جفری یک مسیحی بود. وی در ۱۸ دسامبر ۲۰۲۰، در سن ۸۳ سالگی درگذشت.